# Acronicta minella
Acronicta minella är en fjärilsart som beskrevs av Dyar 1898. Acronicta minella ingår i släktet Acronicta och familjen nattflyn. Inga underarter finns listade i Catalogue of Life.